# Igor Rakočević
Igor Rakocevic (nascut l'any 1978) és un jugador de bàsquet serbi que pot jugar en les posicions de base i escorta, però destaca com a escorta gràcies a la seva facilitat anotadora. Rako, que és com l'anomena la seva afició, ha jugat a la lliga iugoslava (YUBA), a l'NBA i a l'ACB.

## Trajectòria
Es va formar en les categoria inferiors de l'Estrella Roja, i va passar al primer equip amb 18 anys. En el primer any va aportar 4,2 punts. L'any 1997 va demostrar per primera vegada del que era capaç i amb tan sols 19 anys ja era un jugador essencial en l'equip (12,9 punts). Aquest any, Rako i el seu equip van guanyar la lliga iugoslava. Amb 20 anys, Rako va passar a ser el màxim anotador del seu equip i de tota la lliga (18,9 punts). Aquí va semblar arribar al seu topall. Després d'un mal any a l'Estrella Roja (15,8 punts), Rakocevic va ser traspassat al Buducnost, on promitjaria 18 punts en dues temporades i guanyaria la lliga i copa iugoslava. Llavors, els Minnesota Timberwolves el van escollir en segona ronda (número 51) del draft'02. Un mal any per a Rakocevic, com que a Minnesota només jugaria 6 minuts per partit, i va aportar només 2 punts per partit. Després de l'excursió a Minnesota va tornar a l'Estrella Roja, on una meravellosa temporada (copa i lliga) en la qual promitjà 24 punts i 4 assistències per partit li valdria per a fitxar pel Pamesa València a la temporada 2004-05.
En una sola temporada a València de 2004 a 2005, Rako va signar unes mitjanes excel·lents: 21 punts i 3,3 assistències. Com que no a ateènyer els objectius esportius va deixar el club i fitxar pel Real Madrid en la temporada 2005-2006. Hi promitjà 14,7 punts per partit, en tasques ofensives compartidesamb Louis Bullock.
El 2006 va anar a Tau de Gazteiz, equip amb el qual va guanyar la Supercopa ACB 2006, de 2006 a 2009. Després va anar a l'Efes Pilsen.